# عملة 10 قروش أردني
تُعد عملة 10 قروش أردني أحد الفئات النقدية للدينار الأردني، وتُعد من الفئات الصُغرى في النظام النقدي المحلي، كان أول إصدار لهذه الفئة في عام 1992، وتبع ذلك إصدارات في الأعوام التالية: 1993، و1996، و2000، و2004، و2006، و2008، و2009، و2012، و2016.

## الإصدارات المعدنية
| \| \|                                                                            | \| \|                                                                            | \| \|                                                           | \| \|                                                           | \| \| |
| -------------------------------------------------------------------------------- | -------------------------------------------------------------------------------- | --------------------------------------------------------------- | --------------------------------------------------------------- | ----- |
| 10 قروش أردني معدني (1992)                                                       |                                                                                  |                                                                 |                                                                 |       |
| الوجه : THE HASHEMITE KINGDOM OF JORDAN 1421 هـ - 2000 مـ عشرة قروش TEN PIASTRES | الوجه : THE HASHEMITE KINGDOM OF JORDAN 1421 هـ - 2000 مـ عشرة قروش TEN PIASTRES | العكس : عبدالله الثاني ابن الحسين ملك المملكة الأردنية الهاشمية | العكس : عبدالله الثاني ابن الحسين ملك المملكة الأردنية الهاشمية |       |
| الكتلة 8 غ                                                                       | المعدن نيكل مطلي فولاذ                                                           | القطر 28 مم                                                     | السُمك 1.9 مم                                                    |       |
| المصمم(ون)                                                                       | المصمم(ون)                                                                       | الحواف مسكوكة                                                   | الحواف مسكوكة                                                   |       |
| الطرازات 1992                                                                    | الطرازات 1992                                                                    | القيمة الاسمية 0.1 دينار أردني                                  | القيمة الاسمية 0.1 دينار أردني                                  |       |
|                                                                                  |                                                                                  |                                                                 |                                                                 |       |

| \| \|                                                                            | \| \|                                                                            | \| \|                                                           | \| \|                                                           | \| \| |
| -------------------------------------------------------------------------------- | -------------------------------------------------------------------------------- | --------------------------------------------------------------- | --------------------------------------------------------------- | ----- |
| 10 قروش أردني معدني (1993)                                                       |                                                                                  |                                                                 |                                                                 |       |
| الوجه : THE HASHEMITE KINGDOM OF JORDAN 1421 هـ - 2000 مـ عشرة قروش TEN PIASTRES | الوجه : THE HASHEMITE KINGDOM OF JORDAN 1421 هـ - 2000 مـ عشرة قروش TEN PIASTRES | العكس : عبدالله الثاني ابن الحسين ملك المملكة الأردنية الهاشمية | العكس : عبدالله الثاني ابن الحسين ملك المملكة الأردنية الهاشمية |       |
| الكتلة 8 غ                                                                       | المعدن نيكل مطلي فولاذ                                                           | القطر 28 مم                                                     | السُمك 1.9 مم                                                    |       |
| المصمم(ون)                                                                       | المصمم(ون)                                                                       | الحواف مسكوكة                                                   | الحواف مسكوكة                                                   |       |
| الطرازات 1993                                                                    | الطرازات 1993                                                                    | القيمة الاسمية 0.1 دينار أردني                                  | القيمة الاسمية 0.1 دينار أردني                                  |       |
|                                                                                  |                                                                                  |                                                                 |                                                                 |       |

| \| \|                                                                            | \| \|                                                                            | \| \|                                                           | \| \|                                                           | \| \| |
| -------------------------------------------------------------------------------- | -------------------------------------------------------------------------------- | --------------------------------------------------------------- | --------------------------------------------------------------- | ----- |
| 10 قروش أردني معدني (1996)                                                       |                                                                                  |                                                                 |                                                                 |       |
| الوجه : THE HASHEMITE KINGDOM OF JORDAN 1421 هـ - 2000 مـ عشرة قروش TEN PIASTRES | الوجه : THE HASHEMITE KINGDOM OF JORDAN 1421 هـ - 2000 مـ عشرة قروش TEN PIASTRES | العكس : عبدالله الثاني ابن الحسين ملك المملكة الأردنية الهاشمية | العكس : عبدالله الثاني ابن الحسين ملك المملكة الأردنية الهاشمية |       |
| الكتلة 8 غ                                                                       | المعدن نيكل مطلي فولاذ                                                           | القطر 28 مم                                                     | السُمك 1.9 مم                                                    |       |
| المصمم(ون)                                                                       | المصمم(ون)                                                                       | الحواف مسكوكة                                                   | الحواف مسكوكة                                                   |       |
| الطرازات 1996                                                                    | الطرازات 1996                                                                    | القيمة الاسمية 0.1 دينار أردني                                  | القيمة الاسمية 0.1 دينار أردني                                  |       |
|                                                                                  |                                                                                  |                                                                 |                                                                 |       |

| \| \|                                                                            | \| \|                                                                            | \| \|                                                           | \| \|                                                           | \| \| |
| -------------------------------------------------------------------------------- | -------------------------------------------------------------------------------- | --------------------------------------------------------------- | --------------------------------------------------------------- | ----- |
| 10 قروش أردني معدني (2000)                                                       |                                                                                  |                                                                 |                                                                 |       |
| الوجه : THE HASHEMITE KINGDOM OF JORDAN 1421 هـ - 2000 مـ عشرة قروش TEN PIASTRES | الوجه : THE HASHEMITE KINGDOM OF JORDAN 1421 هـ - 2000 مـ عشرة قروش TEN PIASTRES | العكس : عبدالله الثاني ابن الحسين ملك المملكة الأردنية الهاشمية | العكس : عبدالله الثاني ابن الحسين ملك المملكة الأردنية الهاشمية |       |
| الكتلة 8 غ                                                                       | المعدن نيكل مطلي فولاذ                                                           | القطر 28 مم                                                     | السُمك 2 مم                                                      |       |
| المصمم(ون)                                                                       | المصمم(ون)                                                                       | الحواف مسكوكة                                                   | الحواف مسكوكة                                                   |       |
| الطرازات 2000                                                                    | الطرازات 2000                                                                    | القيمة الاسمية 0.1 دينار أردني                                  | القيمة الاسمية 0.1 دينار أردني                                  |       |
|                                                                                  |                                                                                  |                                                                 |                                                                 |       |

| \| \|                                                                            | \| \|                                                                            | \| \|                                                           | \| \|                                                           | \| \| |
| -------------------------------------------------------------------------------- | -------------------------------------------------------------------------------- | --------------------------------------------------------------- | --------------------------------------------------------------- | ----- |
| 10 قروش أردني معدني (2004)                                                       |                                                                                  |                                                                 |                                                                 |       |
| الوجه : THE HASHEMITE KINGDOM OF JORDAN 1421 هـ - 2000 مـ عشرة قروش TEN PIASTRES | الوجه : THE HASHEMITE KINGDOM OF JORDAN 1421 هـ - 2000 مـ عشرة قروش TEN PIASTRES | العكس : عبدالله الثاني ابن الحسين ملك المملكة الأردنية الهاشمية | العكس : عبدالله الثاني ابن الحسين ملك المملكة الأردنية الهاشمية |       |
| الكتلة 8 غ                                                                       | المعدن نيكل مطلي فولاذ                                                           | القطر 28 مم                                                     | السُمك 2 مم                                                      |       |
| المصمم(ون)                                                                       | المصمم(ون)                                                                       | الحواف مسكوكة                                                   | الحواف مسكوكة                                                   |       |
| الطرازات 2004                                                                    | الطرازات 2004                                                                    | القيمة الاسمية 0.1 دينار أردني                                  | القيمة الاسمية 0.1 دينار أردني                                  |       |
|                                                                                  |                                                                                  |                                                                 |                                                                 |       |

| \| \|                                                                            | \| \|                                                                            | \| \|                                                           | \| \|                                                           | \| \| |
| -------------------------------------------------------------------------------- | -------------------------------------------------------------------------------- | --------------------------------------------------------------- | --------------------------------------------------------------- | ----- |
| 10 قروش أردني معدني (2006)                                                       |                                                                                  |                                                                 |                                                                 |       |
| الوجه : THE HASHEMITE KINGDOM OF JORDAN 1427 هـ - 2006 مـ عشرة قروش TEN PIASTRES | الوجه : THE HASHEMITE KINGDOM OF JORDAN 1427 هـ - 2006 مـ عشرة قروش TEN PIASTRES | العكس : عبدالله الثاني ابن الحسين ملك المملكة الأردنية الهاشمية | العكس : عبدالله الثاني ابن الحسين ملك المملكة الأردنية الهاشمية |       |
| الكتلة 8 غ                                                                       | المعدن نيكل مطلي فولاذ                                                           | القطر 28 مم                                                     | السُمك 2 مم                                                      |       |
| المصمم(ون)                                                                       | المصمم(ون)                                                                       | الحواف مسكوكة                                                   | الحواف مسكوكة                                                   |       |
| الطرازات 2006                                                                    | الطرازات 2006                                                                    | القيمة الاسمية 0.1 دينار أردني                                  | القيمة الاسمية 0.1 دينار أردني                                  |       |
|                                                                                  |                                                                                  |                                                                 |                                                                 |       |

| \| \|                                                                            | \| \|                                                                            | \| \|                                                           | \| \|                                                           | \| \| |
| -------------------------------------------------------------------------------- | -------------------------------------------------------------------------------- | --------------------------------------------------------------- | --------------------------------------------------------------- | ----- |
| 10 قروش أردني معدني (2008)                                                       |                                                                                  |                                                                 |                                                                 |       |
| الوجه : THE HASHEMITE KINGDOM OF JORDAN 1421 هـ - 2000 مـ عشرة قروش TEN PIASTRES | الوجه : THE HASHEMITE KINGDOM OF JORDAN 1421 هـ - 2000 مـ عشرة قروش TEN PIASTRES | العكس : عبدالله الثاني ابن الحسين ملك المملكة الأردنية الهاشمية | العكس : عبدالله الثاني ابن الحسين ملك المملكة الأردنية الهاشمية |       |
| الكتلة 8 غ                                                                       | المعدن نيكل مطلي فولاذ                                                           | القطر 28 مم                                                     | السُمك 2 مم                                                      |       |
| المصمم(ون)                                                                       | المصمم(ون)                                                                       | الحواف مسكوكة                                                   | الحواف مسكوكة                                                   |       |
| الطرازات 2008                                                                    | الطرازات 2008                                                                    | القيمة الاسمية 0.1 دينار أردني                                  | القيمة الاسمية 0.1 دينار أردني                                  |       |
|                                                                                  |                                                                                  |                                                                 |                                                                 |       |

| \| \|                                                                            | \| \|                                                                            | \| \|                                                           | \| \|                                                           | \| \| |
| -------------------------------------------------------------------------------- | -------------------------------------------------------------------------------- | --------------------------------------------------------------- | --------------------------------------------------------------- | ----- |
| 10 قروش أردني معدني (2009)                                                       |                                                                                  |                                                                 |                                                                 |       |
| الوجه : THE HASHEMITE KINGDOM OF JORDAN 1421 هـ - 2000 مـ عشرة قروش TEN PIASTRES | الوجه : THE HASHEMITE KINGDOM OF JORDAN 1421 هـ - 2000 مـ عشرة قروش TEN PIASTRES | العكس : عبدالله الثاني ابن الحسين ملك المملكة الأردنية الهاشمية | العكس : عبدالله الثاني ابن الحسين ملك المملكة الأردنية الهاشمية |       |
| الكتلة 8 غ                                                                       | المعدن نيكل مطلي فولاذ                                                           | القطر 28 مم                                                     | السُمك 2 مم                                                      |       |
| المصمم(ون)                                                                       | المصمم(ون)                                                                       | الحواف مسكوكة                                                   | الحواف مسكوكة                                                   |       |
| الطرازات 2009                                                                    | الطرازات 2009                                                                    | القيمة الاسمية 0.1 دينار أردني                                  | القيمة الاسمية 0.1 دينار أردني                                  |       |
|                                                                                  |                                                                                  |                                                                 |                                                                 |       |

| \| \|                                                                            | \| \|                                                                            | \| \|                                                           | \| \|                                                           | \| \| |
| -------------------------------------------------------------------------------- | -------------------------------------------------------------------------------- | --------------------------------------------------------------- | --------------------------------------------------------------- | ----- |
| 10 قروش أردني معدني (2012)                                                       |                                                                                  |                                                                 |                                                                 |       |
| الوجه : THE HASHEMITE KINGDOM OF JORDAN 1421 هـ - 2000 مـ عشرة قروش TEN PIASTRES | الوجه : THE HASHEMITE KINGDOM OF JORDAN 1421 هـ - 2000 مـ عشرة قروش TEN PIASTRES | العكس : عبدالله الثاني ابن الحسين ملك المملكة الأردنية الهاشمية | العكس : عبدالله الثاني ابن الحسين ملك المملكة الأردنية الهاشمية |       |
| الكتلة 8 غ                                                                       | المعدن نيكل مطلي فولاذ                                                           | القطر 28 مم                                                     | السُمك 2 مم                                                      |       |
| المصمم(ون)                                                                       | المصمم(ون)                                                                       | الحواف مسكوكة                                                   | الحواف مسكوكة                                                   |       |
| الطرازات 2012                                                                    | الطرازات 2012                                                                    | القيمة الاسمية 0.1 دينار أردني                                  | القيمة الاسمية 0.1 دينار أردني                                  |       |
|                                                                                  |                                                                                  |                                                                 |                                                                 |       |

| \| \|                                                                            | \| \|                                                                            | \| \|                                                           | \| \|                                                           | \| \| |
| -------------------------------------------------------------------------------- | -------------------------------------------------------------------------------- | --------------------------------------------------------------- | --------------------------------------------------------------- | ----- |
| 10 قروش أردني معدني (2016)                                                       |                                                                                  |                                                                 |                                                                 |       |
| الوجه : THE HASHEMITE KINGDOM OF JORDAN 1421 هـ - 2000 مـ عشرة قروش TEN PIASTRES | الوجه : THE HASHEMITE KINGDOM OF JORDAN 1421 هـ - 2000 مـ عشرة قروش TEN PIASTRES | العكس : عبدالله الثاني ابن الحسين ملك المملكة الأردنية الهاشمية | العكس : عبدالله الثاني ابن الحسين ملك المملكة الأردنية الهاشمية |       |
| الكتلة 8 غ                                                                       | المعدن نيكل مطلي فولاذ                                                           | القطر 28 مم                                                     | السُمك 2 مم                                                      |       |
| المصمم(ون)                                                                       | المصمم(ون)                                                                       | الحواف مسكوكة                                                   | الحواف مسكوكة                                                   |       |
| الطرازات 2016                                                                    | الطرازات 2016                                                                    | القيمة الاسمية 0.1 دينار أردني                                  | القيمة الاسمية 0.1 دينار أردني                                  |       |
|                                                                                  |                                                                                  |                                                                 |                                                                 |       |

## طالع أيضًا
- قائمة النقود المعدنية الأردنية
- قائمة النقود المعدنية الأردنية (قرش)